# Aleksandar Atanasijević
Aleksandr Atanasjević (serbio Александар Атанасијевић, Belgrado, 4 de septiembre de 1991) es un jugador profesional de voleibol, que ocupa la posición de opuesto en el Sir Safety Perugia y en la selección serbia.

## Trayectoria

### Clubes
En 2007 empieza su carrera profesional en patria en el OK Partizan Belgrado  jugando por 4 temporadas por el equipo de la capital y ganando en campeonato serbo en 2010/2011. En verano se marcha al Skra Bełchatów polaco; en dos temporadas consigue ganar una Copa y una supercopa de Polonia y el acaba tercero en el mundial de clubes de 2012, siendo el máximo anotador de la final por el tercer puesto con 22 puntos y también de la competición.
En la temporada 2013/2014 ficha por el Sir Safety Perugia ayudando el equipo italiano a llegar hasta las finales de Copa Italia y de los playoff de la Serie A1 por primera vez en su historia.

### Selección
Con la selección serbia ha ganado el oro en  campeonato europeo en 2011 y el bronce en  2013. También formó parte del equipo que ha competido en los  Juegos Olímpicos de Londres 2012.

## Palmarés

### Clubes
- Campeonato de Serbia (1) : 2010/2011
- Copa de Polonia (1) : 2011/2012
- Supercopa de Polonia (1) : 2012
- Supercopa de Italia (3) : 2017, 2019, 2020
- Copa de Italia (2) : 2018, 2019
- Campeonato de Italia (1) : 2017/2018
- Campeonato de China (1) : 2023/2024
- Supercopa de Grecia (1): 2024
- Copa de la Liga de Grecia (1) : 2024/2025
- Copa de Grecia (1) : 2025